# Satyrium cristatum
Satyrium cristatum là một loài thực vật có hoa trong họ Lan. Loài này được Sond. miêu tả khoa học đầu tiên năm 1846.